# Tiếng Kurd
Tiếng Kurd (Kurdî, کوردی) là một dãy phương ngữ gồm các phương ngữ và ngôn ngữ liên quan đến nhau được nói bởi người Kurd ở Tây Á. Tiếng Kurd bao gồm ba nhóm phương ngữ gọi là Bắc Kurd (Kurmanji), Trung Kurd (Sorani), và Nam Kurd (Palewani). Một nhóm các ngôn ngữ Iran phi Kurd, gọi là nhóm ngôn ngữ Zaza–Gorani, cũng được nói bởi vài triệu người Kurd. Nghiên cứu năm 2009 ước tính rằng có từ 8 đến 20 triệu người bản ngữ tiếng Kurd ở Thổ Nhĩ Kỳ. Đa số người Kurd nói tiếng Bắc Kurd ("Kurmanji").
Ngày nay, có hai nhóm phương ngữ tiếng Kurd chính được dùng trong văn viết, là tiếng Bắc Kurd ở miền bắc vùng Kurdistan và tiếng Trung Kurd ở xa hơn về phía đông và nam. Tiếng Trung Kurd, cùng với tiếng Ả Rập, là một trong hai ngôn ngữ chính thức của Iraq và trong tài liệu chính trị được gọi đơn giản là "tiếng Kurd". Nền văn học tiếng Kurd hầu như chỉ tập trung vào thơ cho đến đầu thế kỷ 20 khi xuất hiện nhiều tác giả theo đuổi nhiều phong cách hơn.